# Wanaraja (Wanayasa)
Wanaraja is een bestuurslaag in het regentschap Banjarnegara van de provincie Midden-Java, Indonesië. Wanaraja telt 4367 inwoners (volkstelling 2010).